# Damir Šolman
Damir Solman (Zagreb, RFS Yugoslavia, 7 de septiembre de 1949-2 de mayo de 2023) fue un jugador de baloncesto croata, que ocupaba la posición de ala-pívot. 

## Carrera deportiva
Consiguió siete medallas en competiciones internacionales con Yugoslavia.

## Trayectoria
- 1967-1977 KK Split
- 1977-1979  Pallacanestro Vigevano
- 1979-1980 KK Split